# Zincourt
Zincourt je francouzská obec v departementu Vosges, v regionu Grand Est. Její původní jméno bylo Jincourt.

## Vývoj počtu obyvatel
Počet obyvatel

## Památky
- kostel sv. Felixe